# Shelley McNamara
Shelley McNamara (Lisdoonvarna, 1952) è un'architetta irlandese; insieme a Yvonne Farrell, è la cofondatrice dello studio Grafton Architects.
Con Grafton Architects ha vinto il premio World Building of the Year nel 2008 per il nuovo edificio dell'Università Bocconi a Milano. Nel 2015, Grafton Architects ha vinto la quarta edizione del Jane Drew Prize per la grande influenza sulla professione di architetto. Lo studio ha vinto il RIBA International Prize nel 2016 per il progetto dell'Università d'ingegneria e tecnologia a Lima, capitale del Perù. Nel 2017 è stata scelta, insieme alla connazionale Yvonne Farrell, come curatrice della XVI Mostra Internazionale di Architettura della Biennale di Venezia, che si è tenuta nel 2018.
Nel 2020 viene insignita, insieme a Yvonne Farrell, del premio Pritzker per l'architettura.

## Biografia
McNamara ha frequentato lo University College di Dublino nel 1974. È stata ispirata da architetti come Eileen Gray, Flora Ruchat-Roncati, Lina Bo Bardi, Anna Heringer e Carme Pinos.
È membro del Royal Institute of the Architects of Ireland, membro onorario del Royal Institute of British Architects e membro eletto della rinomata istituzione artistica irlandese Aosdána, primo architetto ad esservi ammessa.
Nel 2020, insieme con Yvonne Farrell, viene insignita del Pritzker Prize.

## Carriera

### Grafton Architects
Insieme a Yvonne Farrell, McNamara ha fondato lo studio Grafton Architects a Dublino, Irlanda, nel 1978.

### Insegnamento
Shelley mcNamara insegna alla Scuola di Architettura dello University College di Dublino dal 1976. Poco dopo essersi laureata allo University College, McNamara ha iniziato a insegnare nella stessa facoltà insieme a Yvonne Farrell, diventando poi professore associato nel 2015.
Oltre che alla UCD, McNamara è anche stata visiting professor all'Accademia di Architettura di Mendrisio (2008–2010) e alla EPFL di Losanna (2010–2011). È diventata professore ordinario a Mendrisio nel 2013. Nel 2010, la McNamara ha tenuto la cattedra Kenzo Tange alla Harvard Graduate School of Design e la cattedra Louis Kahn alla Yale University nell'autunno 2011. È docente esterno all'Università di Cambridge e alla London Metropolitan School of Architecture. Oltre all'insegnamento vero e proprio, la McNamara ha tenuto letture in varie facoltà di architettura in Europa e America.

### Pubblicazioni
Shelley McNamara, insieme a Yvonne Farrell, ha pubblicato nel 2014 il libro Dialogue and Translation: Grafton Architects. Il volume comprende lavori dello studio, riflessioni sull'architettura e una serie di conferenze tenute alla Scuola di Architettura, Urbanistica e Restauro della Columbia University. Il libro comprende anche un'introduzione critica di Kenneth Frampton.

## Lavori
- 2006: Centro di Arte Solstice, Navan, Contea di Meath, Irlanda.[11]
- 2008: Ampliamento dell'Università Luigi Bocconi, Milano.[12]
- 2008: Waterloo Lane, Dublino, Irlanda.
- 2012: University of Limerick Medical School, Limerick, Irlanda.
- 2014: Memory / Grafton Architects, in collaborazione con ELISAVA per il tricentenario dello Spirito Catalano, Spagna.[13]
- In corso: London School of Economics and Political Science (LSE) finalista allo Global Centre for Social Sciences (GCSS) a Londra.
- 2017: Curatrice con Grafton Architects della Biennale di Architettura di Venezia 2018, Italia.[14]

## Premi e mostre
- Bocconi Projects Padiglione Italia, 'Next'Biennale di Venezia, 2002.
- Dunshaughlin Civic Offices, Co. Meath, Mies van der Rohe Award – European Union Prize for Contemporary Architecture, 2003.
- World Building of the Year Award, 2008 assegnato a Grafton Architects per l'Università Luigi Bocconi a Milano, Italia.[15]
- Universita Luigi Bocconi nominato per il Mies van der Rohe Award nel 2009.
- Università Luigi Bocconi, Presidents Award, RAIA, 2009.
- Esposta nella Mostra Collettiva Irlandese, The Lives of Spaces, Biennale di Venezia, 2010.
- Architecture as New Geography, Leone d'Argento alla Biennale di Venezia, mostra Common Ground, 2012.[16]
- Scuola Medica dell'Università di Limerick e Pergola Bus Shelter, selezionati per il RIBA Stirling Prize, 2013.[17]
- Scuola Medica dell'Università di Limerick, Residenze Studentesche, Piazza e Pergola, RIBA European Award, 2013.
- University of Limerick Campus esposto alla mostra Sensing Spaces alla Royal Academy.[18]
- Selezionato per il 2014 AJ Women in Architecture Awards, 2014.[19]
- Jane Drew Prize, quarta edizione, 2015.
- Universidad de Ingeniería y Tecnología, Lima, Peru, RIBA International Prize 2016.